# Оматі (Саґа)

33°12′50″ пн. ш. 130°6′58″ сх. д. / 33.21389° пн. ш. 130.11611° сх. д.
Оматі (яп. 大町町) — містечко в Японії, в повіті Кісіма префектури Саґа.